# 貴州省 (中華民国)
貴州省（きしゅうしょう）は、かつて中華民国に存在した省。現在の中華人民共和国貴州省に相当する。

## 管轄区域
東は湖南省、北は四川省、西は西康省及び雲南省に接し、南は広西省に接していた。

## 行政沿革
1911年（宣統3年）、辛亥革命が勃発すると11月4日に貴州軍政府が貴陽に成立、軍政府は都督、行政院、枢密院により構成され、都督が軍政及び行政長官の実務長官、枢密院が軍事計画の立案と民政指導を行う体制が採用された。1912年（民国元年）6月、民政長官として民政長を設置、1914年（民国3年）には民政長を巡按使、1916年7月には省長と改称された。
1927年（民国16年）2月21日、貴州省政務委員会が設置され武漢国民政府に帰属したが、4月21日に上海クーデターが発生すると、6月3日に南京国民政府により貴州省政府委員会が設置され両行政機構が一時期並存することとなった。1929年10月2日、国民政府は政務委員会を解体、新たに貴州省政府に改編している。1936年（民国25年）6月、行政督察区が施行されると全省に8区が設置されている。1949年（民国38年）11月15日、共産党勢力により省会の貴陽市が「解放」されると、中華民国は実効支配権を喪失している。

## 省会
省会は当初貴陽県に設置されたが、1941年（民国30年）以降は貴陽市に移された。

## 歴代省長
| 代 | 氏名   | 就任日     | 退任日 |
| -- | ------ | ---------- | ------ |
| 1  | 楊藎誠 | 1912年3月  | -      |
| 2  | 唐継堯 | 1912年4月  | -      |
| 3  | 竜覲光 | 1916年2月  | -      |
| 4  | 劉顕世 | 1916年7月  | -      |
| 5  | 盧燾   | 1921年1月  | -      |
| 6  | 袁祖銘 | 1922年4月  | -      |
| 7  | 唐継堯 | 1923年3月  | -      |
| 8  | 袁祖銘 | 1925年1月  | -      |
| 9  | 王天培 | 1925年2月  | -      |
| 10 | 周西成 | 1926年6月  | -      |
| 11 | 毛光翔 | 1929年10月 | -      |
| 12 | 王家烈 | 1932年3月  | -      |
| 13 | 猶国才 | 1932年12月 | -      |
| 14 | 王家烈 | 1933年4月  | -      |
| 15 | 呉忠信 | 1935年4月  | -      |
| 16 | 顧祝同 | 1936年8月  | -      |
| 17 | 薛岳   | 1937年11月 | -      |
| 18 | 孫希文 | 1937年9月  | -      |
| 19 | 呉鼎昌 | 1937年11月 | -      |
| 20 | 楊森   | 1945年1月  | -      |
| 21 | 谷正倫 | 1948年4月  | -      |

## 行政区画

### 道制
民国建国当初は清代の道は廃止されたが、1913年（民国2年）4月、北京政府は黔中道、黔東道、黔西道の3道を設置、観察使が任命されたが、1914年6月には黔中道、鎮遠道、貴西道と改称され道尹が設置されている。1915年（民国4年）12月に始まった護国戦争期間中は貴州省は独立を宣言、道尹は刺史と改称されているが、戦争が終結した1916年（民国5年）8月には再び道尹と改称されている。1920年、黔中道が廃止となり省直轄に、1923年（民国12年）には鎮遠道、貴西道の2道が廃止とされ道制は消滅した。
- 黔中道
- 鎮遠道
- 貴西道

### 県級行政区画
中華人民共和国成立直前の管轄行政区画は下記の1市79県。（50音順）
- 市
  - 貴陽市
- 県
  - 安順県
  - 安竜県:1913年9月、南籠県として成立。1926年9月改称。
  - 威寧県
  - 印江県
  - 沿河県
  - 甕安県
  - 開陽県:1913年9月、開県として成立。1914年1月、紫江県と、1930年4月、開陽県と改称。
  - 赫章県:1941年、得勝県として成立。同年7月改称。
  - 関嶺県:1913年9月、永寧県として成立。1914年1月改称。
  - 貴筑県:清代の貴陽府直轄地。1913年9月、貴陽県として設置。1930年10月、貴筑県と改称。
  - 貴定県
  - 玉屏県
  - 金沙県:黔西県の一部に1941年7月新設。
  - 錦屏県
  - 恵水県:1913年9月、定番県として成立。1941年9月改称。
  - 剣河県:1913年9月、清江県として成立。1914年1月改称。
  - 黔西県
  - 興義県
  - 江口県:清代の銅仁県。1913年9月改称。
  - 興仁県:1912年11月、新城県として成立。1914年1月改称。
  - 黄平県
  - 冊亨県
  - 三穂県:1913年9月、邛水県として成立。1926年6月、霊山県と、1941年10月、三穂県と改称。
  - 三都県:1941年2月、三合県と都江県が合併し成立。
  - 紫雲県:1913年9月、帰化県として成立。1914年1月改称。
  - 織金県:1913年9月、平遠県として成立。1914年1月改称。
  - 施秉県
  - 思南県
  - 従江県:1941年4月、永従県と下江県が合併し成立。
  - 鰼水県:1915年9月、仁懐県桐梓河以北の地域に新設。
  - 修文県
  - 遵義県
  - 松桃県
  - 仁懐県
  - 岑鞏県:1913年9月、思県として成立。1940年9月改称。
  - 水城県
  - 綏陽県
  - 正安県
  - 清鎮県
  - 晴隆県:清代の安南県。1941年9月改称。
  - 赤水県
  - 石阡県
  - 息烽県:清代の貴筑県。辛亥革命後貴陽府に編入。1913年、貴建県として設置。1914年8月改称。
  - 台江県:1913年9月、台拱県として成立。1941年9月、丹江県東部と統合された際に改称。
  - 大定県
  - 丹寨県:1941年9月、丹江県と八寨県が合併し成立。
  - 長順県:1942年6月、長寨県と広順県が合併し成立。
  - 鎮遠県
  - 鎮寧県
  - 貞豊県
  - 天柱県
  - 桐梓県
  - 銅仁県
  - 道真県:1932年9月、正安県の一部に新設。
  - 都勻県
  - 徳江県:清代の安化県。1914年1月改称。
  - 独山県
  - 納雍県:1932年9月、大定県の一部に新設。
  - 盤県
  - 湄潭県
  - 畢節県
  - 普安県
  - 普定県
  - 平越県
  - 平塘県:1942年1月、平舟県と大塘県が合併し成立。
  - 平壩県:1913年9月、安平県として成立。1914年1月改称。
  - 鳳岡県:清代の竜泉県。1914年1月に鳳泉県、1930年4月に鳳岡県に改称。
  - 望謨県:1938年、貞豊県王母地区に王母県を設置。1939年8月に双江県、同年11月に望謨県と改称。
  - 麻江県:1913年9月、麻哈県として成立。1930年4月改称。
  - 婺川県
  - 榕江県
  - 余慶県
  - 雷山県:1943年11月、丹寨県、台江県の一部に雷山設治局を設置。1948年10月、雷山県に改編。
  - 羅甸県:1913年9月、羅斛県として成立。1930年4月改称。
  - 竜里県
  - 茘波県
  - 黎平県
  - 郎岱県
  - 炉山県:清代の清平県。1914年1月改称。